# Flavia Assirelli
Pour les articles homonymes, voir Assirelli.
Flavia Assirelli (née le 26 septembre 1990 à Schio) est une joueuse italienne de volley-ball. Elle mesure 1,83 m et joue au poste de centrale. 

## Clubs
| Club                    | Pays   | De        | À         |
| ----------------------- | ------ | --------- | --------- |
| Volley Vicenza          | Italie | 2003-2004 | 2009-2010 |
| Volley 2002 Forlì       | Italie | 2010-2011 | 2010-2011 |
| Verona Volley Femminile | Italie | 2011-2012 | 2012-2013 |
| Crovegli Volley         | Italie | 2013-2014 | …         |